# Koppenfels (Adelsgeschlecht)
Die Familie von Koppenfels, ursprünglich Kobe von Koppenfels ist ein thüringisch-sächsisches Adelsgeschlecht des Briefadels, das der Tuchmacherfamilie Kob in Hildburghausen entstammte.

## Geschichte
Vorfahren und Verwandte der Familie Kob waren seit dem 16. Jahrhundert Innungsmeister und Ratsmitglieder der Stadt Hildburghausen. Die Stammreihe beginnt mit Stefan Kobe (* 2. Februar 1506 zu Hayna), Kastenmeister in Hildburghausen. Der Tuchmacher Lorenz Kob († 14. Dezember 1672 in Hildburghausen), Großvater des Johann Sebastian Kobe von Koppenfels, war Bürgermeister von Hildburghausen.
Die Familie wurde mit dem Hof- und Konsistorialrat sowie Wirklichen Geheimen Rat im Herzogtum Sachsen-Coburg-Saalfeld, Johann Sebastian Kob (1699–1765) vom deutschen Kaiser Franz I. am 26. April 1754 in den erblichen Reichsadelsstand mit dem Zusatz von Koppenfels erhoben. 1760 erscheint er als Kobe von Koppenfels erstmals nachweislich als Autor mit diesem Namen. Sein Enkel Ludwig Heinrich Kobe von Koppenfels (1780–1861), königlich-sächsischer Hof- und Justizrat, erhielt am 1. Januar 1810 die Standeserhöhung in den Freiherrenstand.
Viele männliche Familienmitglieder schlugen eine militärische Karriere ein, mehrere andere wurden Juristen. In beiden Berufsrichtungen konnten die Koppenfels teilweise hohe Ämter und Dienststellungen im Königreich Sachsen sowie in den thüringischen Herzogtümern erreichen. Über 150 Jahre prägte die Familie von Koppenfels auch die Geschichte von Dresden mit.

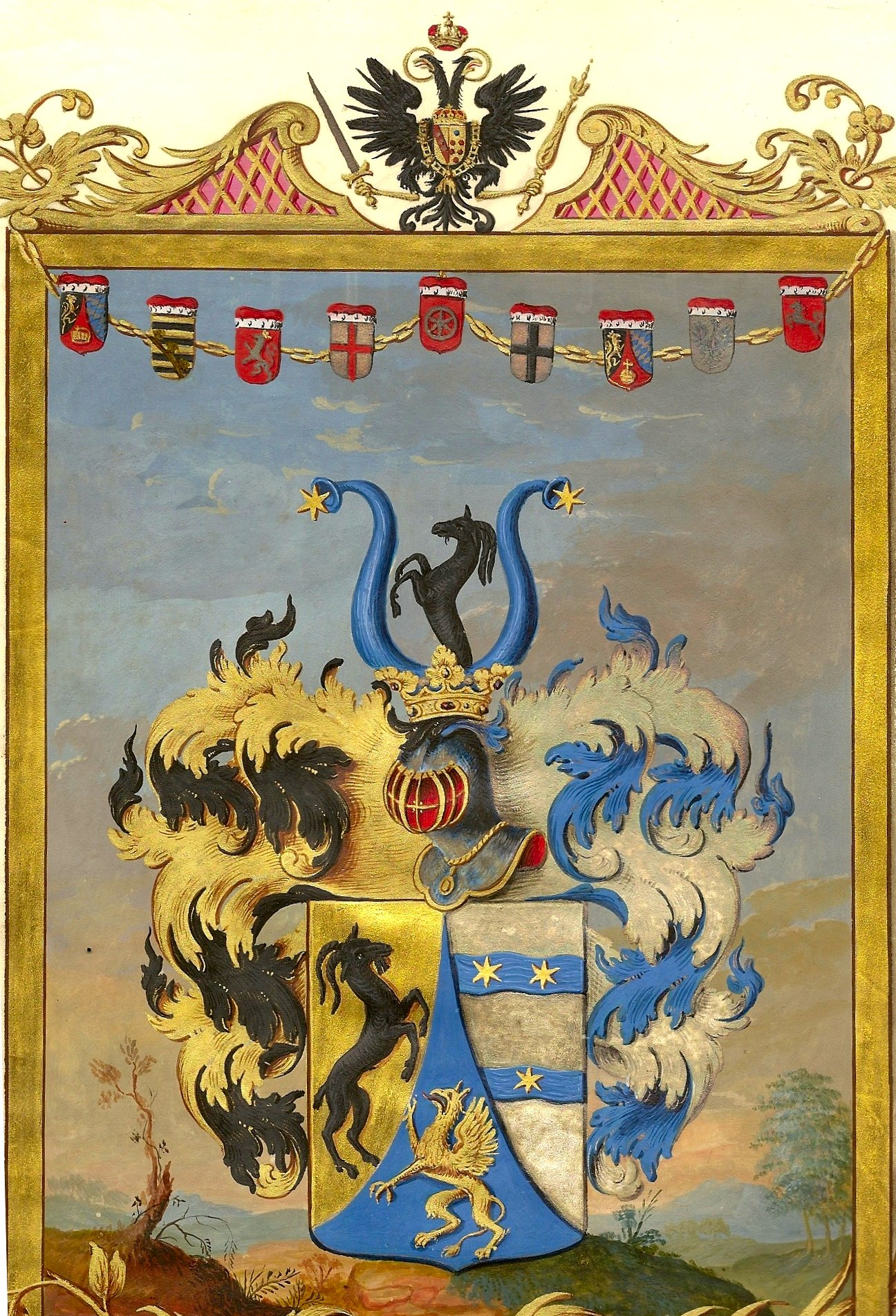
Wappenbild der Familie Kobe von Koppenfels

## Wappen
Durch eine blaue Spitze, darin ein goldener Greif, gespaltenes Wappen (1754): rechts in Gold ein einwärts–gekehrter, gold−gehörnter aufspringender schwarzen Bock, links in Silber zwei blaue Querströme, der untere mit einem, der obere mit zwei goldenen Sternen belegt. Auf dem Helm mit rechts schwarz–goldenen, links blau–silbernen Helmdecken der Bock wachsend zwischen zwei mit je einem goldenen Stern besteckten blauen Büffelhörnern. Schildhalter: Rechts ein goldener Greif, links ein schwarzer Bock.

## Bekannte Familienmitglieder
- Johann Friedrich Kobe von Koppenfels (1737–1811), deutscher Jurist, Geheimrat und Kanzler
- Johann Sebastian Kobe von Koppenfels (1699–1765), deutscher Jurist und Hofbeamter
- Katharina von Koppenfels-Spies (* 1972), deutsche Juristin
- Martin von Koppenfels (* 1967), deutscher Literaturwissenschaftler und Romanist
- Werner von Koppenfels (* 1938), deutscher Philologe und Übersetzer
- Werner von Koppenfels (1904–1945), deutscher Mathematiker